# 史金波
史金波（1940年3月3日—），男，河北高碑店人，中国西夏学专家。現為中国社会科学院民族学与人类学研究所西夏学研究中心主任，中国民族古文字研究会会长。

## 生平
1962年中央民族學院語文系畢業，後師從西夏学专家王靜如，1964年參與敦煌西夏洞窟考察组，1966年中國科學院民族研究所西夏文專業研究生畢業。1970年被下放到河南“干校”，1972年编辑西夏文字典，1976年前往保定市韩庄乡调查西夏故地的《西夏文石幢》，1990年被评为国家级有突出贡献的中青年专家，1994年出版汉文译本《西夏天盛律令》。2002年任中国社会科学院学术委员会委员。

## 家族
先祖史道為明代吏部尚書。

## 著作
史金波著述極豐，曾編譯《西夏天盛律令》、《俄藏黑水城文獻》、《文海研究》、《類林研究》等西夏學的工具書。《西夏社會》、《中國活字印刷術的發明和早期傳播—西夏和回鶻活字印刷術研究》、《西夏經濟文書研究》曾三度獲頒郭沫若歷史學獎。其著《西夏文教程》（Tangut Language and Manuscripts: An Introduction）、《西夏經濟文書研究》（The Economy of Western Xia: A Study of 11th to 13th Century Tangut Records）經學者李漢松編譯，已發行英譯本。